# Polica (Naklo, Slovenija)
Polica je naselje u slovenskoj Općini Naklu. Polica se nalazi u pokrajini Gorenjskoj i statističkoj regiji Gorenjskoj. 

## Stanovništvo
Prema popisu stanovništva iz 2002. godine naselje je imalo 84 stanovnika.